# Кутевро
Кутевро (фр. Coutevroult) је насељено место у Француској у региону Париски регион, у департману Сена и Марна.
По подацима из 2011. године у општини је живело 996 становника, а густина насељености је износила 127,86 становника/km².

## Демографија
| 1962. | 1968. | 1975. | 1982. | 1990. | 2011. |
| ----- | ----- | ----- | ----- | ----- | ----- |
| 245   | 278   | 339   | 396   | 498   | 996   |